# 祝園村
祝園村（ほうそのむら）は、京都府相楽郡にあった村。現在の精華町祝園・菅井にあたる。

## 地理
- 河川 ： 木津川

## 歴史
- 1889年（明治22年）4月1日 - 町村制の施行により、祝園村・菅井村の区域をもって発足。
- 1931年（昭和6年）10月1日 - 狛田村・稲田村と合併して川西村が発足。同日祝園村廃止。

## 交通

### 鉄道路線
- 鉄道省
  - 片町線
    - 祝園駅
- 奈良電気鉄道
  - 本線（現・近鉄京都線）
    - 新祝園駅